# Jewel case

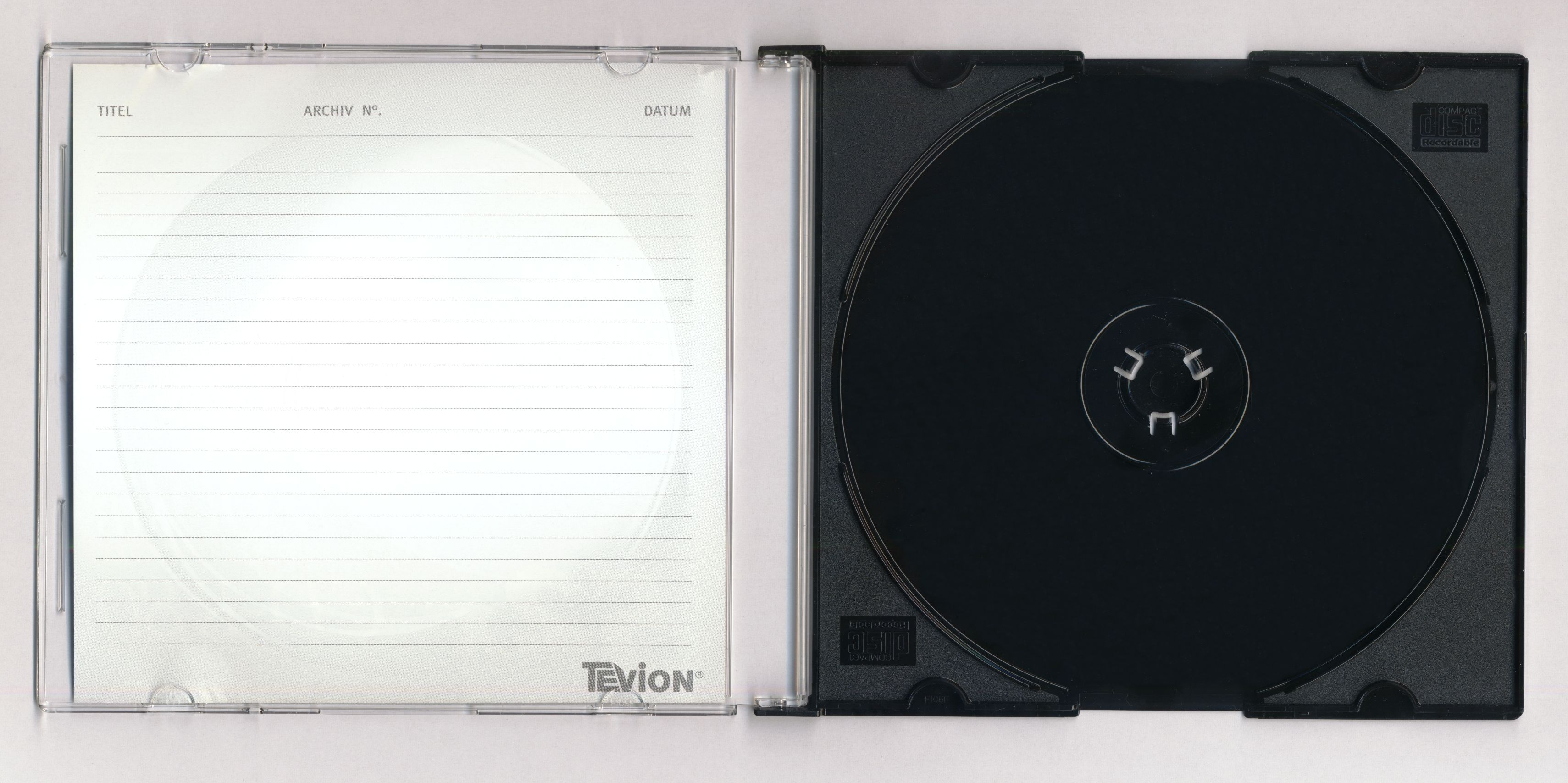
Una Slim Case de "lado negro".

Jewel case es el nombre que reciben las cajas de plástico (concretamente poliestireno) transparente en las que se suelen contener y distribuir los CD de audio. Están formadas por tres piezas de plástico y tienen la particularidad de ser simétricas, valiendo tanto para el mercado occidental como el oriental (en Japón se abrirían al revés).